# Pészah

## A pészah időpontja
A zsidó naptár szerint:
- niszán 15–21.

A Gergely-naptár szerint:
- 5774: 2014. április 15–22.
- 5775: 2015. április 3–11.
- 5776: 2016. április 22–30.
- 5777: 2017. április 10–18.
- 5778: 2018. március 30. – április 7.
- 5779: 2019. április 19–27.
- 5780: 2020. április 8–16.
- 5781: 2021. március 27. – április 4.
- 5782: 2022. április 15– 23.
- 5783: 2023. április 5–13.
- 5784: 2024. április 22–30.
- 5785: 2025. április 12–20.
- 5786: 2026. április 1–9.
- 5787: 2027. április 21–29.

Pészah (héberül: פֶּסַח, görögül: πάσχα; magyarul: pászkaünnep) az egyiptomi kivonulás ünnepe. Előfordul a „zsidó húsvét” megnevezése is, de ez nem teljesen pontos megfogalmazás, mivel a két ünnep tartalmilag és szokásaiban is különbözik egymástól. A keresztény húsvét ünnep a zsidó pészah átértelmeződésének tekinthető.

## Az elkerülés és kivonulás ünnepe
„Mikor pedig a ti fiaitok mondandjának néktek: Micsoda ez a ti szertartástok? Akkor mondjátok: Páskha-áldozat ez az Úrnak, a ki elment az Izráel fiainak házai mellett Égyiptomban, mikor megverte az Égyiptombelieket, a mi házainkat pedig megoltalmazta. És a nép meghajtá magát és leborula.”

– Mózes II. könyve 12. fejezet 26–27. (Károli Gáspár fordítása)

Az elkerülés ünnepe (hág hápeszáh) kifejezés ebből a tórai szakaszból ered, mivel az izraeliek házainak elkerülését a héber szöveg a peszáh (átlépés, áthaladás, elkerülés) szóval fejezi ki (פסח היה).
A bibliai tíz csapás (mely Egyiptomot érte) közül az utolsó volt az elsőszülöttek halála, ezt a csapást az izraelieknek nem kellett elszenvedniük, mert házaikat megjelölték egy bárány vérével, így a halál elkerülte fiaikat. A csapás után a fáraó engedélyezte, hogy a rabszolgaként élő zsidók elhagyják az országot. Éppen ezért nevezik a szabadság ünnepének (hág háhérut) is.
Az ünnep első napja az Egyiptomból való kivonulásra, utolsó napja pedig a tengeren (Nádas tenger, Jám Szuf) való átkelésre emlékezteti az ünneplő zsidóságot. Ez a két nap az igazi ünnep, a közbenső napok csak félünnepek.
A nyolcadik (Izraelben a hetedik) napon megemlékeznek a halottakról is (mázkir), mint minden nagyünnepen.

## A kovásztalan kenyerek ünnepe
A kovásztalan kenyerek ünnepe (hág hámácot) elnevezés szintén a szabadságra, szabadulásra emlékezteti a zsidóságot. A kovásztalan kenyér, vagyis a pászka (mácá, macesz, laska) volt a szegények és a rabszolgák kenyere. Nevezik nyomorúság kenyerének (lehem óni) is, hiszen a rabszolgasorban tengődő zsidóság ezt fogyasztotta mindennapi ételként. Az egyiptomi fogságból menekülő zsidóknak sem volt idejük és módjuk a tésztát megkeleszteni.
„Az első hónapban, a hónapnak tizennegyedikén, estennen az Úrnak páskhája. E hónapnak tizenötödik napján pedig az Úr kovásztalan kenyerének ünnepe. Hét napig egyetek kovásztalan kenyeret. Az első napon szent gyülekezéstek legyen, semmi robota munkát ne végezzetek. Hét napon át pedig tűzáldozatot áldozzatok az Úrnak, és a hetedik napon szent gyülekezéstek is legyen: semmi robota munkát ne végezzetek.”
Mózes III. könyve 23. fejezet 5-8. (Károli Gáspár fordítása)

## A tavasz ünnepe

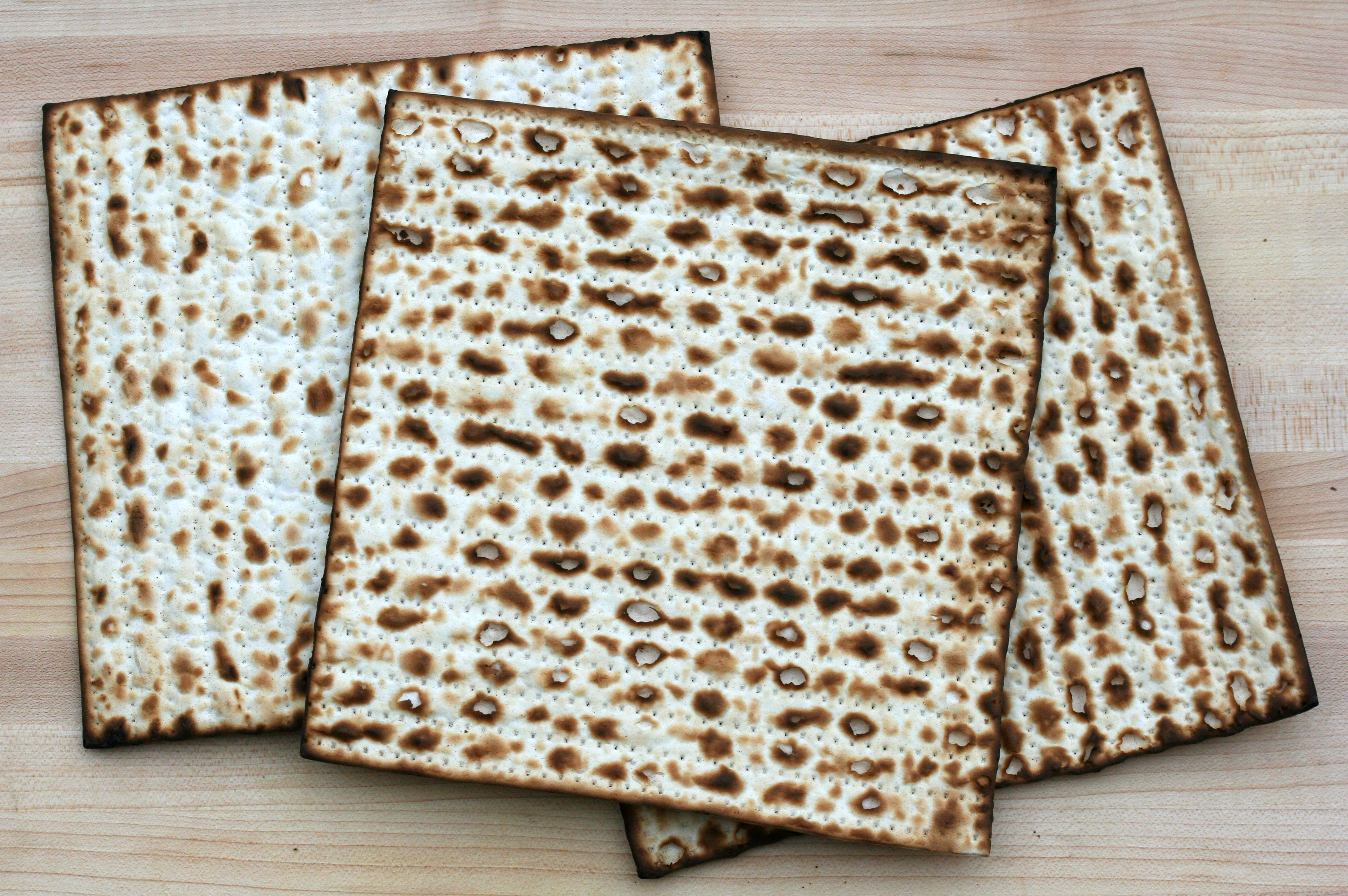
Három eredeti, Jeruzsálemben készült kóser pászka lap, amely olyan géppel készült, amit alkalmassá tettek a peszachi használatra

A pészah, akárcsak a keresztény húsvét, mindig a tavasszal, a természet éledésének idejében köszönt be, ezért is természetes, hogy a tavasz ünnepe (hág hááviv) névvel is illetik. Az ünnep után volt az első termések utáni áldozatok bemutatása a szentélyben.
Az ókori Izraelben az ünnep második napján kezdődött az árpa aratása. Ehhez kapcsolódik, hogy az ünnep második napján kezdték el az ómerszámlálást is, mely a hetek ünnepén, sávuotkor ért véget (ekkor ettek először új kenyeret).
Úgy számolták a napokat (és heteket), hogy naponta egy-egy kalászt félretettek, s ha hét kalász összegyűlt, kévébe (héberül: ómer) fonták őket. Amikor a hét kéve összegyűlt, a következő (az ötvenedik) napon tartották az új kenyér ünnepét, ebből alakult ki később a keresztényeknél a pünkösd.

## A zarándokünnep
A három zsidó zarándokünnep egyike a pészah. Amikor még állt a szentély, Izrael népe Jeruzsálembe vonult és áldozatot mutatott be Istennek. Minden család egy bárányt áldozott, majd sütve el is fogyasztották.
Ilyenkor a zsinagógákban az ünnep elején (emlékezvén a szabadulásra) hálélt (הלל), az ünnep végén (a tengeren való átkelés emlékére) fél hálélt mondanak. Hálélnek nevezik a 113-118. zsoltárok csoportját, a fél hálél mondásakor kimaradnak az örömöt kifejező zsoltárok (115-116.), mert a vízbe fulladt egyiptomiakat is Isten teremtette.

## Az ünnep napjai

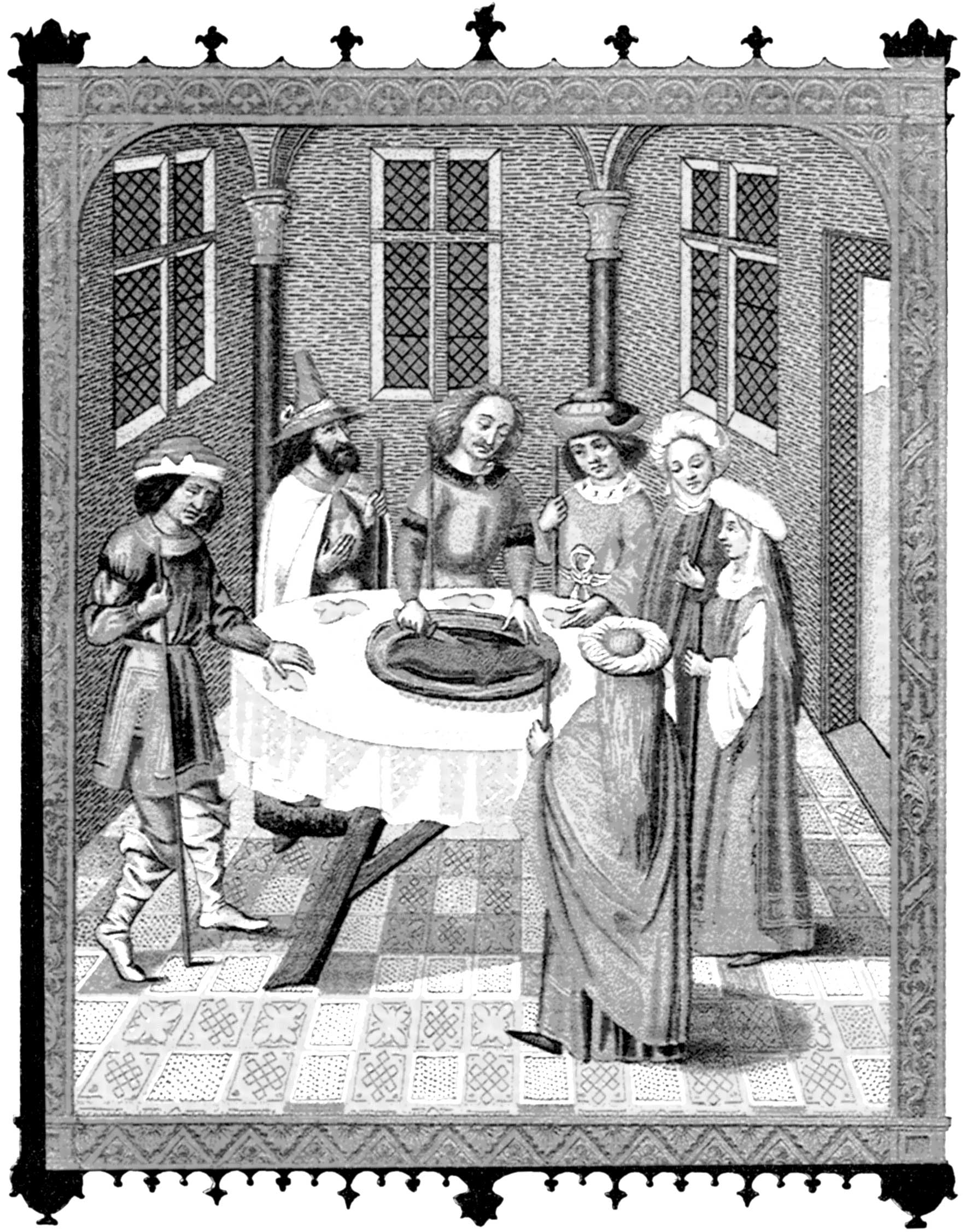
A „zsidó húsvét”

A zsidó naptár szerint niszán 14. és niszán 21. között tartják az ünnepet, az Izraelen kívüli zsidóság számára azonban niszán 22-ig tart.
Izraelben az ünnep első és hetedik napja a tényleges ünnep (munkaszünettel), a második és nyolcadik nap csak félünnep (hol hámoéd). Ezeken a napokon felolvasást tartanak a Tórából és a háftárából, valamint az imarend is másképpen alakul, mint átlagos napokon. Izraelen kívül ezeket a félünnepeket teljes értékű ünnepként tartják meg.
Izraelben az ünnep jelenti a száraz évszak beköszöntét, ez az imarendben is megmutatkozik. A délelőtt esedékes muszáf (jelentése: többlet) imában az esőt kérő részt lecserélik harmatot kérőre.
Kedvelt olvasmány különösen a pészahi szombatokon és péntek délutánonként, esetleg a széder-esten az Énekek éneke, amely zsidó címe szerint a Sir hásirim (שיר השירים). Ez a költői mű a szerelemről, újjászületésről (bizonyos értelmezés szerint az Isten és népe közötti szeretetről) szól.

## A pészah előkészületei, erev pészah
A pészahot számtalan előírás szabályozza. Éppen ezek betartása végett az előkészületeknek már purim után, egy hónappal az ünnep előtt, de niszán elején mindenképpen nekiállnak. Kevésbé gyakorlottak ilyenkor az előírásokat is áttanulmányozzák, hogy minden rendben menjen.
A zsidók a pészah előtti időben minden erjedésre alkalmas élelmiszertől megtisztítják lakásukat. Ezt sokszor eladással oldják meg. Tűzhelyüket és minden étkezéssel kapcsolatos dolgukat rituális tisztításnak vetik alá (kikaserolás – kóser, alkalmas szóból).
A hagyomány szerint a pészah előtti héten őrlik meg az addig gondosan tárolt gabonát. Ebből a gabonából sütik szigorú tisztasági előírások betartásával a pászkát, ami csak liszt és víz felhasználásával készülhet.
A pészahot megelőző napokban a zsidóság adakozik a szegények, rászorulók javára, hogy nekik is legyen pészahi lisztjük (kimhá dipiszhá), és ezáltal ők is teljes értékű ünnepet ülhessenek. Fontos, hogy mindenki érezze, ő maga szabadult meg a rabságtól.

### A hámec

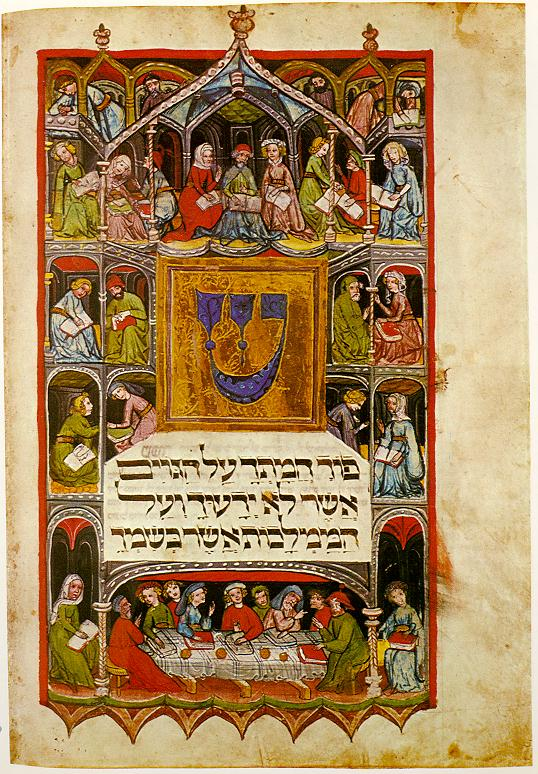
XIV. századi Hagada

Hámecnek (חמץ)', kovászosnak nevezik az olyan dolgokat (főleg élelmiszereket), melyek gabonából (búza, árpa, rozs, tönköly, zab) készültek és legalább tizennyolc percig vízzel voltak folyamatos érintkezésben.
A lakást vagy házat niszán 13-án, még erev pészah előtt szokták kitakarítani a hámectől, néhány helyre azonban kenyérmorzsát rejtenek, hogy legyen mit megtalálni.
Nagyobb mennyiségű hámecet pészah idejére el lehet adni egy nem zsidónak, előleg ellenében. Az üzletről adásvételi szerződés készül (stár mehirát hámec), ebben kikötésképpen szerepel, hogy amennyiben a vevő a teljes vételárat nyolc nap elmúltával (pészah napjai) nem egyenlíti ki, akkor az ügylet semmissé válik és az áru, vagyis a hámec visszakerül az eredeti tulajdonoshoz.
A hámec keresése, kutatása (bedikát hámec – בדיקת חמץ) a már előzőleg gondosan kitakarított lakásban megy végbe, hagyományosan gyertyával a kézben. A talált hámecet tollseprűvel fakanálra seprik és fehér szövetbe kötözik, ezzel jelezvén, hogy nincs több hámec a házban.
Az ünnep előtti bevásárlások alkalmával ügyelnek arra, nehogy hámecosodásra alkalmas élelmiszert szerezzenek be. Ezeken az ételeken szerepel a pészahra alkalmas (káser lepeszáh – כשר לפסח) felirat. A felirat egyben tanúsítvány (hehser) arról, hogy a termék semmi hámecosodásra hajlamos anyagot nem tartalmaz.

### Rizs és hüvelyes növények
Az askenázi zsidóság pészah napjaiban a rizs és a hüvelyes növények (bab, lencse, borsó stb.) fogyasztását is tiltja.

### Erev pészah
Niszán 14-én, a pészahot megelőző napon (erev pészah – ערב פסח) a korai zsidóság történetében az elsőszülöttek böjtöt tartottak a megmenekülés, elkerülés emlékére. Egyes nézetek szerint azonban ilyenkor nem a böjt, hanem éppen a lakoma ideje van, sok zsidó irányzat tehát ilyenkor lakomát tart.
A zsidók ezen a napon hajat szoktak vágatni, mert az ómerszámlálás alatt (ötven napig) nincs erre lehetőség.
Kora délelőtt elégetik (biur hámec) az összegyűjtött hámecet és nyilatkozatot (Kol hámirá…) tesznek arról, hogy nincs birtokukban semmiféle hámec.

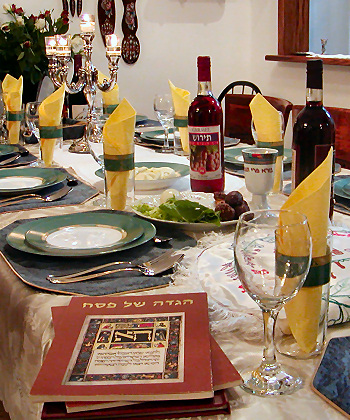
Szédervacsorához terített asztal, amelynek elengedhetetlen kelléke a szédertál, erre kerül a csont, tojás, keserű fű, haroszesz, kárpász és a saláta

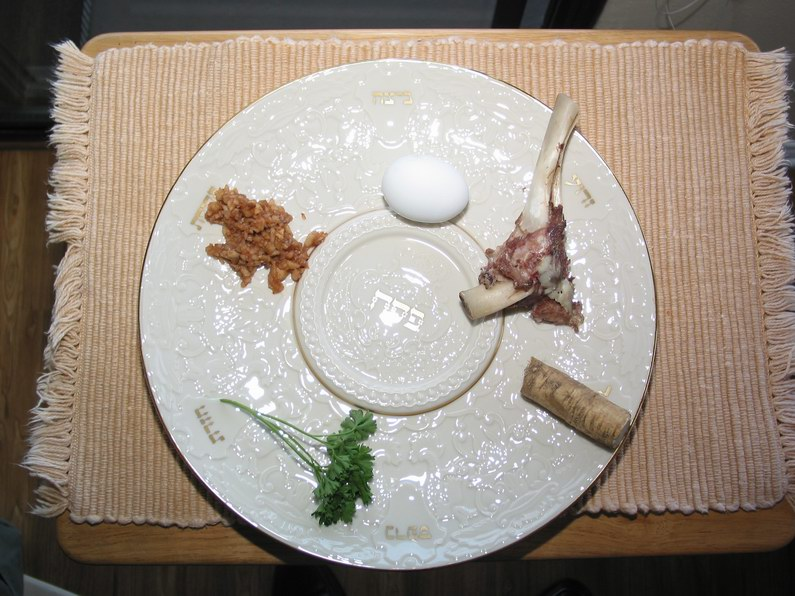
Modern Széder-tányér, a rajta lévő ételeknek szimbolikus jelentősége van

Ilyenkor készítik elő a szédereste kellékeit. Kora délután sütik a szédereste fogyasztandó pászkát (parancsteljesítés macesze – mácát micvá), amely több dologban is különleges. Elkészítéséhez előző nap merített vizet (májim selánu) és gondosan felügyelt búzalisztet (smurá) használnak. A tésztát kézzel dagasztják, miközben zsoltárokat énekelnek.
Ha minden élelmiszer rendelkezésre áll és az előkészületek is befejeződtek (például a szédertál és az asztal elrendezése), elmennek a zsinagógába az esti imára (mááriv). Az ima után a széderestével megkezdődik a pészah.

## Hét vagy nyolc nap?
A pészah Izraelben hét napig tart, máshol nyolc napig. Az eltérést a zsidó naptárrendszer okozta a kezdetekben, ugyanis a hónapok kezdetét a Jeruzsálemben megjelenő újhold határozta meg. Az eseményt korszerű távközlés hiányában nem volt egyszerű tudatni a távoli pontokon élő zsidókkal, ezért egy napot ráhagytak a bizonytalanság ellensúlyozása miatt.
Kezdetben füst- és tűzjelekkel, majd lovas futárokkal vitték a hónapok kezdetének hírét Jeruzsálemből a környező országok zsidóságának (például Babilóniába és Perzsiába). A rómaiak a hír eljutását mindig igyekeztek megakadályozni[forrás?] (hamis füst- és tűzjelek, a lovas futárok akadályozása), ezért bizonytalan volt a pontos dátum. A távoli helyeken élők a biztonság kedvéért kettős ünnepet tartottak. Innen ered, hogy a mai magyarországi zsidóság például két széderestét tart.
Bár már a negyedik században pontosan kiszámították a napév perceinek számát, így azt is tudták, hogy mikor lesz újhold, a bölcsek utasítására a hagyomány megmaradt.

## A pészah az Újszövetségben
Az utolsó vacsora néven ismert esemény egy szédereste volt, amit Jézus Krisztus a tanítványaival töltött. Jézus töltötte be a családfő szerepét. Ő mondta el a Kiddúst (Mt 26,27). Az evangéliumi beszámolókban a mosakodás eseménye is megjelenik, Jézus mosta meg a tanítványok lábát, ezzel arra utalva, hogy meg fogja tisztítani őket a bűneiktől. Jézus jobbján János ült, ez összecseng azzal a hagyománnyal, miszerint János volt a legfiatalabb apostol. A szédereste folyamán a legifjabb gyermek gyakran a családfőre támaszkodik. Így tett János is (Jn 13,23). A falat bemártása szintén fontos szerepet kap az utolsó vacsorán: ezzel leplezte le Jézus elárulóját (Jn 13,21-27). Jézus bemártotta és odaadta Iskarióti Júdásnak. Ha tartották magukat a szokáshoz, Júdás után a többiek is kaptak egy-egy bemártott falatot. Lehet, hogy ezért nem volt világos a tanítványok előtt, hogy ki árulja el Jézust. Júdás elment a szertartásról, így az úrvacsora bevezetésénél már nem volt jelen. Abban az időben még sült bárányból, keserű zöldségekből és pászkából állt az étkezés, a bárányt a Templom lerombolása után (Kr. u. 70) kivették az étrendből. A harmadik pohárnál (megváltás pohara) vezette be a Messiás az úrvacsorát. A negyedik pohárra (elfogadás/dicséret pohara) mondta Jézus, hogy nem issza mindaddig, míg a tanítványaival a messiási királyságban nem ihatja együtt (Mt 26,29). Az evangéliumi beszámolókban a záróhimnusz is megjelenik: „És dicséretet énekelvén, kimenének az olajfák hegyére.” (Mt 26,30).

## Keresztény értelmezés
Sok keresztény a zsidó ünnepeket – így a páskát is – szimbolikusan, prófétikusan értelmezi. Eszerint a zsidóknak rendelt ünnepek a megváltás állomásait jelenítik meg. Eszerint az értelmezés szerint a tavaszi ünnepek (pészah, kovásztalan kenyerek, első zsengék, sávuót) már beteljesedtek, az őszi ünnepek pedig a jövőben fognak beteljesedni.
Ennek értelmében a pészah a megváltásról szól – a páskabárányt a Messiással azonosítják, aki fel lett áldozva, hogy magára vegye az emberiség bűneit („Isten Báránya”, A jelenések könyve is Bárányként említi Jézust) (ld. még: 1Kor 5,7). A keresztény értelmezésben a középső, kettétört macesz Jézus halálára utal (a Szentháromság második személye a Fiú), majd a megtalálása a feltámadására.
Egy másik analógia: ami a zsidóknak az Egyiptomból való szabadulás, az egy kereszténynek a bűnös, Isten nélküli élet elhagyása. 
A pészah szó egy alkalmazása az ünnepre, hogy Jézus átment az életből a halálba, majd a halálból az életbe, ezzel is a már említett párhuzamosságot erősítve.

## Lásd még
- Haggáda
- Pászka
- Hallél
- Húsvét
- Judaisztikai szakirodalmi művek listája